# David Kertzer
David Israel Kertzer, né le 20 février 1948, est un universitaire américain spécialiste de l'Italie, professeur d'anthropologie (1992- ) et d'histoire (1992-2001) à l'université Brown.

## Biographie
David Kertzer, dont le père, Morris Kertzer, est rabbin, est engagé dans l'Armée américaine et participe au débarquement des forces alliées en Italie début 1944. En avril, il préside un seder de Pâque pour les troupes juives. Il officie aux funérailles de plus d'une centaine de soldats juifs. Le 4 juin, il entre dans Rome et fait la rencontre du rabbin Israel Zolli.
David Kertzer soutient en 1974 sa thèse d'anthropologie à l'université Brandeis. Il est l'auteur d'une dizaine d'ouvrages sur des aspects divers de la société italienne du XIXe et du XXe siècle. Prisoner of the Vatican porte sur les relations entre le Vatican et le royaume d'Italie de la période du renversement des États pontificaux en 1870 jusqu'au moment où les deux adversaires signent les accords du Latran en 1929, qui reconnaissent l'État de la Cité du Vatican.
Deux de ses ouvrages, The Kidnapping of Edgardo Mortara (1997) et The Popes against the Jews : The Vatican's role in the Rise of Modern anti-Semitism (2001), abordent les relations entre catholiques et juifs aux XIXe et XXe siècles. Les deux ont été traduits en français.
Le Pape et Mussolini obtient en 2015 le Pulitzer des biographies.

## Affaire Finaly
À la demande du pape François, les archives scellées de Pie XII au Vatican sont ouvertes le 2 mars 2020 mais sont inaccessibles du 5 mars 2020 au 5 juin 2020 en raison du Covid-19. Un des premiers à examiner les dossiers est David Kertzer, qui observe que les documents qu'il a consultés montrent que le Vatican a ordonné au clergé français de ne pas rendre les enfants Finaly à leur famille.

## Pie XII
L'ouverture des Archives apostolques a permis à David Kertzer de documenter son ouvrage The Pope at War (2022), sur l'attitude du pape Pie XII face au nazisme et à la Shoah.

## Publications
- Pie IX et l'enfant juif : l'enlèvement d'Edgardo Mortara, Perrin, 369 p., 2001,  (ISBN 978-2221096079)
- Le Vatican contre les Juifs : Le rôle de la Papauté dans l'émergence de l'antisémitisme moderne, Robert Laffont, 400 p., 2003,  (ISBN 978-2262013769)
- Le Pape et Mussolini, Les Arènes, 576 p., 2016,  (ISBN 978-2352044741)
- The Pope at war : the secret history of Pius XII, Mussolini, and Hitler, Random House, 2022  (ISBN 9780812989946), 621 p.